# Xiphophyllum abbreviatum
Xiphophyllum abbreviatum är en insektsart som först beskrevs av Brunner von Wattenwyl 1895.  Xiphophyllum abbreviatum ingår i släktet Xiphophyllum och familjen vårtbitare. Inga underarter finns listade i Catalogue of Life.